# Concert per a violí núm. 2 (Tubin)
El Concert per a violí núm. 2 en sol menor va ser compost per Eduard Tubin entre 1945 i 1949. Va ser estrenat el 5 de març de 1948 a la Ràdio Sueca per la violinista i dedicatària Zelia Aumere, amb l'Orquestra Simfònica de la Ràdio Sueca dirigida per Tor Mann. Té una durada aproximada de 27 minuts.

## Moviments
1. Andante
2. Allegro, marciale vivace
3. Adagio quasi recit.

## Origen i context
Tubin inicià la composició del Segon Concert per a violí a Estocolm el 4 d'abril de 1945. Va acabar-lo el 12 d'octubre d'aquell mateix any, i la seva estrena va tenir lloc a Estocolm el 5 de febrer de 1946, interpretada per la violinista estoniana Zelia Aumere, qui havia encarregat l'obra, i el pianista Olav Roots, tots dos refugiats estonians. No seria fins al 5 de març de 1948 que hi hauria el que ses considera l'estrena oficial amb la primera interpretació amb acompanyament orquestral i la mateixa solista. Posteriorment, Aumere va interpretar l'obra en nombroses ocasions.